# Guarnición de Ejército Olavarría
La Guarnición de Ejército «Olavarría» (Guar Ej Olavarría) es una base del Ejército Argentino localizada en la provincia de Buenos Aires.

## Historia orgánica
En el año 1941 se instaló el Regimiento de Caballería 2, proveniente de Campo de Mayo.
En 1964 se creó en Olavarría el Escuadrón de Ingenieros Blindado 1.
En el año 2014 se inauguró en el interior de la Guarnición la Escuela Militar N.º 23, cuyo objetivo es posibilitar a civiles y tropas de la I Brigada Blindada finalizar la educación secundaria sin perder su fuente de trabajo.

## Unidades
Unidades con asiento en la Guarnición de Ejército «Olavarría»:
- Regimiento de Caballería de Tanques 2 «Lanceros General Paz».
- Escuadrón de Ingenieros Blindado 1 «San Ignacio de Loyola».